# تسورگه
تسورگه (به آلمانی: Zorge) یک منطقهٔ مسکونی در آلمان است که در Walkenried واقع شده‌است. تسورگه ۹۸۴ نفر جمعیت دارد.